# Тампонаж
Тампонаж (рос. тампонаж; англ. plugging; нім. Abdichten n, Abdichtung f) — у нафто- та газовидобуванні — 
- 1. Закупорювання (заповнювання) водонепроникним матеріалом (тампоном) пустот, тріщин тощо в гірських породах, щоб запобігти просочуванню води в нафтові і газові свердловини або в гірничі виробки.
- 2. Відокремлення різних інтервалів стовбура, зон свердловини спеціальним матеріалом.

ТАМПОНАЖ ЛІКВІДАЦІЙНИЙ — закладання, засипання гірничої виробки видобутим раніше ґрунтом або породою.